# Dęba (gromada w powiecie koneckim)
Dęba – dawna gromada, czyli najmniejsza jednostka podziału terytorialnego Polskiej Rzeczypospolitej Ludowej w latach 1954–1972.
Gromady, z gromadzkimi radami narodowymi (GRN) jako organami władzy najniższego stopnia na wsi, funkcjonowały od reformy reorganizującej administrację wiejską przeprowadzonej jesienią 1954 do momentu ich zniesienia z dniem 1 stycznia 1973, tym samym wypierając organizację gminną w latach 1954–1972.
Gromadę Dęba z siedzibą GRN w Dębie utworzono – jako jedną z 8759 gromad na obszarze Polski – w powiecie koneckim w woj. kieleckim, na mocy uchwały nr 13d/54 WRN w Kielcach z dnia 29 września 1954. W skład jednostki weszły obszary dotychczasowych gromad Dęba, Dęba-Kolonia i Koliszowy ze zniesionej gminy Ruda Maleniecka, Przybyszowy ze zniesionej gminy Sworzyce oraz Strzęboszów ze zniesionej gminy Końskie w tymże powiecie. Dla gromady ustalono 17 członków gromadzkiej rady narodowej.
Gromadę zniesiono 31 grudnia 1959, a jej obszar włączono do gromad Grabków (wsie Przybyszowy i Głupiów, kolonię Przybyszowy oraz przysiółek Staw) i Ruda Maleniecka (wsie Dęba, Koliszowy i Strzęboszów, kolonię Dęba Koliszowy oraz gajówki Dęba i Koliszowy).